# Balzheim (Landschaftsschutzgebiet)
Das Landschaftsschutzgebiet Balzheim ist ein mit Verordnung der Unteren Naturschutzbehörde beim Landratsamt Alb-Donau-Kreis vom 11. Juni 1987 ausgewiesenes Landschaftsschutzgebiet (LSG-Nummer 1.15.001).

## Lage und Beschreibung
Das 598,1596 Hektar große Landschaftsschutzgebiet liegt zwischen Dietenheim und Kirchberg an der Iller und gehört zu den Naturräumen Holzstöcke und Unteres Illertal. 
Laut Steckbrief handelt es sich um das Illertal mit seinen Altwasserresten und den selten gewordenen Auwäldern, den landschaftsprägenden Prallhangbereichen und die Seitentäler mit Quellhorizonten und Feuchtbereichen.
Der Gießen fließt durch das Landschaftsschutzgebiet und der Unterbalzheimer Baggersee-Nord hat Anteil am Schutzgebiet.
Die vier flächenhaften Naturdenkmale Hohlweg in der Pfingsthalde mit 3 Stieleichen, Hohlweg in der Gehrnhalde, Hohlweg "Bei der Ziegelhütte" und Hohlweg Warte liegen im Schutzgebiet. 

## Schutzzweck
Wesentlicher Schutzzweck ist die Erhaltung des Illertales mit seinen Altwasserresten und den äußerst selten gewordenen Auwäldern, der landschaftsprägenden Prallhangbereiche am Westrand des Tales und die Erhaltung der Seitentäler mit Quellhorizonten und Feuchtbereichen.